# ستانلي كينيدي سينيور
ستانلي كينيدي سينيور (بالإنجليزية: Stanley Kennedy Sr.)‏ هو عسكري أمريكي، ولد في 7 يوليو 1890 في هونولولو في الولايات المتحدة، وتوفي في 19 أبريل 1968 بسبب نوبة قلبية.